# Sejad Salihović
Sejad Salihović (Gornji Šepak, 8 de outubro de 1984) é um futebolista bósnio que atua como meia. 